# Seznam naselij v Sloveniji (F)
Seznam naselij v Sloveniji, imena na F
Seznam naselij:
A
Ba
Br
C
Č
D
E
F
Ga
Gr
H
I
J
Ka
Kr
L
M
N
O
Pa
Pog
R
Sa
Sr
Š
T
U
V
Z
Ž

## Seznam
| Slika                     | Ime naselja               | Občina                | Poštna številka | Pošta                          |
| ------------------------- | ------------------------- | --------------------- | --------------- | ------------------------------ |
| Klikni za spremembo slike | Fabci                     | Ilirska Bistrica      | 6254            | Jelšane                        |
| Klikni za spremembo slike | Fala                      | Ruše                  | 2343            | Fala                           |
| Klikni za spremembo slike | Fala                      | Selnica ob Dravi      | 2352            | Selnica ob Dravi               |
| Klikni za spremembo slike | Famlje                    | Divača                | 6217            | Vremski Britof                 |
| Klikni za spremembo slike | Fara                      | Bloke                 | 1385            | Nova vas                       |
| Klikni za spremembo slike | Fara                      | Kostel                | 1336            | Vas                            |
| Klikni za spremembo slike | Farovec                   | Slovenska Bistrica    | 2318            | Laporje                        |
| Klikni za spremembo slike | Fijeroga                  | Koper                 | 6274            | Šmarje                         |
| Klikni za spremembo slike | Fikšinci                  | Rogašovci             | 9262            | Rogašovci                      |
| Klikni za spremembo slike | Filipčje Brdo             | Sežana                | 6210            | Sežana                         |
| Klikni za spremembo slike | Filovci                   | Moravske Toplice      | 9222            | Bogojina                       |
| Klikni za spremembo slike | Finkovo                   | Ribnica               | 1316            | Ortnek                         |
| Klikni za spremembo slike | Flekušek                  | Pesnica               | 2222            | Jakobski dol                   |
| Klikni za spremembo slike | Florjan pri Gornjem Gradu | Gornji Grad           | 3342            | Gornji Grad                    |
| Klikni za spremembo slike | Florjan                   | Šoštanj               | 3325            | Šoštanj                        |
| Klikni za spremembo slike | Fojana                    | Brda                  | 5212            | Dobrovo v Brdih                |
| Klikni za spremembo slike | Fokovci                   | Moravske Toplice      | 9208            | Fokovci                        |
| Klikni za spremembo slike | Forme                     | Škofja Loka           | 4209            | Žabnica                        |
| Klikni za spremembo slike | Formin                    | Gorišnica             | 2272            | Gorišnica                      |
| Klikni za spremembo slike | Fošt                      | Slovenska Bistrica    | 2316            | Zgornja Ložnica                |
| Klikni za spremembo slike | Frajhajm                  | Slovenska Bistrica    | 2315            | Šmartno na Pohorju             |
| Klikni za spremembo slike | Fram                      | Rače - Fram           | 2313            | Fram                           |
| Klikni za spremembo slike | Frankolovo                | Vojnik                | 3213            | Frankolovo                     |
| Klikni za spremembo slike | Frankovci                 | Ormož                 | 2270            | Ormož                          |
| Klikni za spremembo slike | Frluga                    | Krško                 | 8312            | Podbočje                       |
| Klikni za spremembo slike | Froleh                    | Sveta Ana             | 2233            | Sveta Ana v Slovenskih Goricah |
| Klikni za spremembo slike | Fučkovci                  | Črnomelj              | 8341            | Adlešiči                       |
| Klikni za spremembo slike | Fužina                    | Ivančna Gorica        | 1303            | Zagradec                       |
| Klikni za spremembo slike | Fužine                    | Gorenja vas - Poljane | 4224            | Gorenja vas                    |